# Квірла
Квірла (нім. Quirla) — громада в Німеччині, розташована в землі Тюрингія. Входить до складу району Заале-Гольцланд. Складова частина Штадтрода.
Площа — 4,13 км2. Населення становить Невірний параметр metadata 16 074 069 ос. (станом на 31 грудня 2021).